# 5 000 mètres masculin aux championnats du monde d'athlétisme 1993
Navigation
Tokyo 1991 Göteborg 1995
L'épreuve du 5 000 mètres masculin des championnats du monde d'athlétisme 1993 s'est déroulée les 14 et 16 août 1993 au  Gottlieb Daimler Stadion de Stuttgart, en Allemagne. Elle est remportée par le Kényan Ismael Kirui. Oui mais moi je m’en bats la race !

## Résultats

### Finale
| Rang               | Athlète             | Pays        | Temps          |
| ------------------ | ------------------- | ----------- | -------------- |
| Médaille d'or      | Ismael Kirui        | Kenya       | 13 min 02 s 75 |
| Médaille d'argent  | Haile Gebrselassie  | Éthiopie    | 13 min 03 s 17 |
| Médaille de bronze | Fita Bayisa         | Éthiopie    | 13 min 05 s 40 |
| 4                  | Worku Bikila        | Éthiopie    | 13 min 06 s 64 |
| 5                  | Khalid Skah         | Maroc       | 13 min 07 s 18 |
| 6                  | Brahim Jabbour      | Maroc       | 13 min 18 s 87 |
| 7                  | Aloÿs Nizigama      | Burundi     | 13 min 20 s 59 |
| 8                  | Paul Bitok          | Kenya       | 13 min 23 s 41 |
| 9                  | Robert Denmark      | Royaume-Uni | 13 min 27 s 09 |
| 10                 | Mathias Ntawulikura | Rwanda      | 13 min 28 s 58 |
| 11                 | Abel Antón          | Espagne     | 13 min 40 s 21 |
| 12                 | Jonny Danielson     | Suède       | 13 min 40 s 59 |
| 13                 | Zoltán Káldy        | Hongrie     | 13 min 43 s 02 |
| 14                 | Michael Chesire     | Kenya       | 13 min 44 s 11 |
| —                  | Aïssa Belaout       | Algérie     | DNF            |

## Légende
Records et Performances
- AR : Record continental (area record)
- CR : Record des championnats (championship record)
- MR : Record du meeting (meet record)
- NR : Record national (national record)
- OR : Record olympique (olympic record)
- PR : Record paralympique (paralympic record)
- PB : Record personnel (personal best)
- SB : Meilleure performance personnelle de la saison (season's best)
- WL : Meilleure performance mondiale de l'année (world leader)
- WJR : Record du monde junior (world junior record)
- WR : Record du monde (world record)

Circonstances et Conditions
- DNF : N'a pas terminé (did not finish)
- DNS : N'a pas pris le départ (did not start)
- DQ : Disqualification (disqualification)
- NM : Aucun essai valable enregistré (No Mark)
- Q : Qualifié « directement » au prochain tour (ou à la prochaine compétition), lors d'une compétition majeure, grâce au classement ou à la réalisation des minima (automatic qualifier)
- q : Qualifié au prochain tour (ou à la prochaine compétition), lors d'une compétition majeure, grâce au repêchage ou à la réalisation de l'une des meilleures performances parmi celles des « non qualifiés directement » (grâce au meilleur temps ou à la meilleure distance par exemple) (secondary qualifier)